# Квітс (Вашингтон)
Квітс (англ. Queets) — переписна місцевість (CDP) в США, в округах Ґрейс-Гарбор і Джефферсон штату Вашингтон. Населення — 136 осіб (2020).

## Географія
Квітс розташований за координатами 47°31′35″ пн. ш. 124°20′41″ зх. д. / 47.52639° пн. ш. 124.34472° зх. д. (47.526342, -124.344782).  За даними Бюро перепису населення США в 2010 році переписна місцевість мала площу 3,73 км², з яких 3,61 км² — суходіл та 0,13 км² — водойми.

## Демографія
Згідно з переписом 2010 року, у переписній місцевості мешкали 174 особи в 46 домогосподарствах у складі 37 родин. Густота населення становила 47 осіб/км².  Було 52 помешкання (14/км²).
Расовий склад населення:
| - 91,4 % — корінних американців - 2,9 % — білих - 0,6 % — вихідців з тихоокеанських островів - 0,6 % — чорних або афроамериканців |

До двох чи більше рас належало 4,6 %. Частка іспаномовних становила 0,0 % від усіх жителів.
За віковим діапазоном населення розподілялося таким чином: 33,9 % — особи молодші 18 років, 56,9 % — особи у віці 18—64 років, 9,2 % — особи у віці 65 років та старші. Медіана віку мешканця становила 28,1 року. На 100 осіб жіночої статі у переписній місцевості припадало 104,7 чоловіків;  на 100 жінок у віці від 18 років та старших — 98,3 чоловіків також старших 18 років.
Середній дохід на одне домашнє господарство  становив 37 366 доларів США (медіана — 35 750), а середній дохід на одну сім'ю — 37 596 доларів (медіана — 35 000). За межею бідності перебувало 34,3 % осіб, у тому числі 37,1 % дітей у віці до 18 років та 15,4 % осіб у віці 65 років та старших.
Цивільне працевлаштоване населення становило 36 осіб. Основні галузі зайнятості: освіта, охорона здоров'я та соціальна допомога — 25,0 %, фінанси, страхування та нерухомість — 22,2 %, сільське господарство, лісництво, риболовля — 22,2 %.